# 第64回ゴールデングローブ賞
第64回ゴールデングローブ賞（だい64かいゴールデングローブしょう）は、2007年1月15日に発表された。テレビ放送は同日の午後8時(EST)より、NBCにて生中継で行われた。日本では同年2月3日にNHK-BS2にて録画されたものが午後8時から午後10時30分(JST)の時間帯で放送された。
作品賞を受賞したのは、『ドリームガールズ』（最多3部門受賞）、『バベル』、『アグリー・ベティ』、『グレイズ・アナトミー 恋の解剖学』、『エリザベス1世 ～愛と陰謀の王宮～』。

## 概要
対象作は、184の実写映画（内、119作品がドラマ、65作品がコメディ/ミュージカル）、16のアニメーション映画、124のテレビ・シリーズ（内、73作品がドラマ、31作品がコメディ）、38のテレビ映画とミニシリーズ、そして56の外国語による作品である。
最多候補は映画部門の『バベル』で6部門7候補。ただし、作品賞しか受賞出来なかった。続いて『ディパーテッド』が5部門6候補（1部門受賞）、『ドリームガールズ』が5部門（3部門受賞）と続く。テレビ部門では『グレイズ・アナトミー 恋の解剖学』と『Weeds 〜ママの秘密』の4部門が最多候補であった。ただし、「Weeds」は受賞を逃している。候補の発表は2006年12月12日の早朝にジェシカ・ビール、ロザリオ・ドーソン、マシュー・ペリーらによってアナウンスされた。
個人別ではヘレン・ミレンが候補となった3つの内、2部門で受賞（テレビ部門の同一カテゴリで2つ候補にあがったため、これが限界）。他、アネット・ベニング、エミリー・ブラント、キウェテル・イジョフォー、クリント・イーストウッド（外国語映画賞を含むと3つ）、レオナルド・ディカプリオ、トニ・コレット、ビヨンセ・ノウルズもそれぞれダブル候補となった。うち、ブラントは受賞、イーストウッドは外国語映画賞受賞作の監督としてトロフィーを得ている。
11月15日に候補に先立って発表されたセシル・B・デミル賞は、ウォーレン・ベイティへと授与。また、ハリウッドの著名人の子供が選ばれるミスター/ミス・ゴールデングローブも発表され、ジャック・ニコルソンの娘であるロレイン・ニコルソンが選ばれた。例年の通り、彼女は授賞式でアシスタントを務めた。
プレゼンターは、ティム・アレン、デヴィッド・アークエット、ドリュー・バリモア、ジェシカ・ビール、スティーヴ・カレル、ジョージ・クルーニー、ショーン・コムズ、デイン・クック、コートニー・コックス、ジーナ・デイヴィス、キャメロン・ディアス、ティナ・フェイ、ジェイミー・フォックス、ジェニファー・ガーナー、ヒュー・グラント、エイドリアン・グレニアー、ジェイク・ギレンホール、トム・ハンクス、サルマ・ハエック、ジェニファー・ラブ・ヒューイット、ダスティン・ホフマン、フィリップ・シーモア・ホフマン、ジャイモン・フンスー、テレンス・ハワード、フェリシティ・ハフマン、ジェレミー・アイアンズ、エヴァ・ロンゴリア、ジェニファー・ロペス、シエナ・ミラー、サラ・ジェシカ・パーカー、ホアキン・フェニックス、チャーリー・シーン、デヴィッド・スペード、スティーヴン・スピルバーグ、ジョン・ステイモス、ベン・スティラー、シャロン・ストーン、ヒラリー・スワンク、ジャスティン・ティンバーレイク、ナオミ・ワッツ、レイチェル・ワイズ、ヴァネッサ・ウィリアムス、リース・ウィザースプーン、ジェームズ・ウッズ、レネー・ゼルウィガー、「HEROES/ヒーローズ」のキャスト（アリ・ラーター、マシ・オカ、グレッグ・グランバーグ、エイドリアン・パスダー、ヘイデン・パネッティーア、センディル・ラママーシー、マイロ・ヴィンティミリア）。（アルファベット順）
この回から、映画部門においてアニメーション映画賞が新設された。

## 候補一覧
- 日本語で表記されている作品は日本での公開・放送が決定したことにより邦題が付けられた作品である（邦題も英語表記としている作品あり）。邦題がまだない作品は原題表記のままとする。
- 横に注釈が付けられているのは、原題表記のまま、または、原題をカナに当てた仮の題で記事が存在している作品である。

### 映画部門

#### 作品賞

##### コメディ/ミュージカル
- ボラット 栄光ナル国家カザフスタンのためのアメリカ文化学習
- プラダを着た悪魔
- ドリームガールズ
- リトル・ミス・サンシャイン
- サンキュー・スモーキング

##### ドラマ
- バベル
- ボビー
- ディパーテッド
- リトル・チルドレン
- クィーン

#### 主演男優賞

##### コメディ/ミュージカル
- サシャ・バロン・コーエン - ボラット 栄光ナル国家カザフスタンのためのアメリカ文化学習
- ジョニー・デップ - パイレーツ・オブ・カリビアン/デッドマンズ・チェスト
- アーロン・エッカート - サンキュー・スモーキング
- ウィル・フェレル - 主人公は僕だった
- キウェテル・イジョフォー - キンキーブーツ

##### ドラマ
- レオナルド・ディカプリオ - ブラッド・ダイヤモンド
- レオナルド・ディカプリオ - ディパーテッド
- ピーター・オトゥール - ヴィーナス
- ウィル・スミス - 幸せのちから
- フォレスト・ウィテカー - ラストキング・オブ・スコットランド

#### 主演女優賞

##### コメディ/ミュージカル
- アネット・ベニング - 『ハサミを持って突っ走る』
- トニ・コレット - 『リトル・ミス・サンシャイン』
- ビヨンセ・ノウルズ - 『ドリームガールズ』
- メリル・ストリープ - 『プラダを着た悪魔』
- レネー・ゼルウィガー - 『ミス・ポター』

##### ドラマ
- ペネロペ・クルス - ボルベール<帰郷>
- ジュディ・デンチ - あるスキャンダルの覚え書き
- マギー・ギレンホール - Sherrybaby
- ヘレン・ミレン - クィーン
- ケイト・ウィンスレット - リトル・チルドレン

#### 助演男優賞
- ベン・アフレック - ハリウッドランド
- エディ・マーフィ - ドリームガールズ
- ジャック・ニコルソン - ディパーテッド
- ブラッド・ピット - バベル
- マーク・ウォールバーグ - ディパーテッド

#### 助演女優賞
- アドリアナ・バラッザ - バベル
- ケイト・ブランシェット - あるスキャンダルの覚え書き
- エミリー・ブラント - プラダを着た悪魔
- ジェニファー・ハドソン - ドリームガールズ
- 菊地凛子 - バベル

#### 監督賞
- バベル - アレハンドロ・ゴンサレス・イニャリトゥ
- ディパーテッド - マーティン・スコセッシ
- 父親たちの星条旗 - クリント・イーストウッド
- 硫黄島からの手紙 - クリント・イーストウッド
- クィーン - スティーヴン・フリアーズ

#### 脚本賞
- バベル - ギレルモ・アリアガ
- ディパーテッド - ウィリアム・モナハン
- リトル・チルドレン - トッド・フィールド、トム・ペロッタ
- あるスキャンダルの覚え書き - パトリック・マーバー
- クィーン - ピーター・モーガン

#### 作曲賞
- 『バベル』 - グスターヴォ・サンタオラヤ
- 『ダ・ヴィンチ・コード』 - ハンス・ジマー
- 『ファウンテン 永遠につづく愛』 - クリント・マンセル
- 『レッド・ウォリアー』 - カルロ・シリオット
- The Painted Veil - アレクサンドル・デプラ

#### オリジナル歌曲賞
- 幸せのちから - "A Father's Way" 作詞・作曲: シール他
- ドリームガールズ - "Listen" 作詞・作曲: ヘンリー・クリーガー、ビヨンセ・ノウルズ他
- ボビー - "Never Gonna Break My Faith" 作詞・作曲: ブライアン・アダムス他
- ハッピー フィート - "The Song of the Heart" 作詞・作曲: プリンス・ロジャース・ネルソン
- 勇者たちの戦場 - "Try Not to Remember" 作詞・作曲: シェリル・クロウ

#### 外国語映画賞
- アポカリプト
- 硫黄島からの手紙
- 善き人のためのソナタ
- パンズ・ラビリンス
- ボルベール〈帰郷〉

#### アニメーション映画賞
- カーズ
- ハッピー フィート
- モンスター・ハウス

### テレビ部門

#### 作品賞

##### コメディ・シリーズ
- 『デスパレートな妻たち』
- 『アントラージュ★オレたちのハリウッド』
- 『The Office』
- 『アグリー・ベティ』
- 『Weeds 〜ママの秘密』

##### ドラマ・シリーズ
- 『24 -TWENTY FOUR-』
- 『ビッグ・ラブ』
- 『グレイズ・アナトミー 恋の解剖学』
- 『HEROES』
- 『LOST』

##### ミニシリーズ/テレビ映画
- 『ブリーク・ハウス』
- 『ブロークン・トレイル 遥かなる旅路』
- 『エリザベス1世 〜愛と陰謀の王宮〜』
- 『ミセス・ハリスの犯罪』
- 『第一容疑者』

#### 主演男優賞

##### コメディ・シリーズ
- アレック・ボールドウィン - 30 Rock
- ザック・ブラフ - 『スクラブス』
- スティーヴ・カレル - 『The Office』
- ジェイソン・リー - 『マイネーム・イズ・アール』
- トニー・シャルーブ - 『名探偵モンク』

##### ドラマ・シリーズ
- パトリック・デンプシー - 『グレイズ・アナトミー 恋の解剖学』
- マイケル・C・ホール - 『デクスター〜警察官は殺人鬼』
- ヒュー・ローリー - 『Dr.HOUSE』
- ビル・パクストン - 『ビッグ・ラブ』
- キーファー・サザーランド - 『24 -TWENTY FOUR-』

##### ミニシリーズ/テレビ映画
- アンドレ・ブラウアー - 『THIEF/シーフ』
- ロバート・デュヴァル - 『ブロークン・トレイル 遥かなる旅路』
- マイケル・イーリー - Sleeper Cell: American Terror
- キウェテル・イジョフォー - 『TSUNAMI 津波』
- ベン・キングズレー - 『ミセス・ハリスの犯罪』
- ビル・ナイ - 『ナターシャの歌に』
- マシュー・ペリー - 『先生はあきらめない 〜ロン・クラーク物語〜』

#### 主演女優賞

##### コメディ・シリーズ
- マーシャ・クロス - 『デスパレートな妻たち』
- アメリカ・フェレーラ - 『アグリー・ベティ』
- フェリシティ・ハフマン - 『デスパレートな妻たち』
- ジュリア・ルイス＝ドレイファス - The New Adventures of Old Christine
- メアリー＝ルイーズ・パーカー - 『Weeds 〜ママの秘密』

##### ドラマ・シリーズ
- パトリシア・アークエット - 『ミディアム 霊能者アリソン・デュボア』
- イーディ・ファルコ - 『ザ・ソプラノズ 哀愁のマフィア』
- エヴァンジェリン・リリー - 『LOST』
- エレン・ポンピオ - 『グレイズ・アナトミー 恋の解剖学』
- キラ・セジウィック - 『クローザー』

##### ミニシリーズ/テレビ映画
- ジリアン・アンダーソン - 『ブリーク・ハウス』
- アネット・ベニング - 『ミセス・ハリスの犯罪』
- ヘレン・ミレン - 『エリザベス1世 〜愛と陰謀の王宮〜』
- ヘレン・ミレン - 『第一容疑者』
- ソフィー・オコネドー - 『TSUNAMI 津波』

#### 助演男優賞
- トーマス・ヘイデン・チャーチ - 『ブロークン・トレイル 遥かなる旅路』
- ジェレミー・アイアンズ - 『エリザベス1世 〜愛と陰謀の王宮〜』
- ジャスティン・カーク - 『Weeds 〜ママの秘密』
- マシ・オカ - 『HEROES』
- ジェレミー・ピヴェン - 『アントラージュ★オレたちのハリウッド』

#### 助演女優賞
- エミリー・ブラント - 『ナターシャの歌に』
- トニ・コレット - 『TSUNAMI 津波』
- キャサリン・ハイグル - 『グレイズ・アナトミー 恋の解剖学』
- サラ・ポールソン - Studio 60 on the Sunset Strip
- エリザベス・パーキンス - 『Weeds 〜ママの秘密』